# 築山信彦
築山 信彦（つきやま のぶひこ）は、日本の国会職員。第17代衆議院事務総長。

## 来歴
愛媛県出身。1991年（平成3年）、東京大学法学部を卒業し、衆議院事務局に入局。入局後、委員部第四課長、警務部長、議事部長、委員部長などを歴任。警務部長として、国会内における通常時の議院警察権行使に携わった。
2021年（令和3年）1月1日、衆議院事務次長に就任。
2024年（令和6年）6月21日、衆議院事務総長に就任。

#### リスト
1. ↑  [3][4][5][6]

| 公職          | 公職                            | 公職          |
| ------------- | ------------------------------- | ------------- |
| 先代 岡田憲治 | 衆議院事務総長 第17代：2024年 - | 次代 現職     |
| 先代 矢尾板丈 | 衆議院事務次長 2021年 - 2024年  | 次代 小林英樹 |